# Vermileo comstocki
Vermileo comstocki is een vliegensoort uit de familie van de Vermileonidae. De wetenschappelijke naam van de soort is voor het eerst geldig gepubliceerd in 1918 door Wheeler.